# Juana de la Roza
Juana de la Roza fue una patriota argentina, hermana de José Ignacio de la Roza, teniente gobernador de la provincia de San Juan y uno de los principales colaboradores del general San Martín para el Ejército de Los Andes. Es considerada una de las Patricias Argentinas.

## Biografía
Hija de Fernando de la Roza y de Andrea Torres, era descendiente de familias ricas y distinguidas de la ciudad de San Juan. 
Ya asumido el gobierno por su hermano, al levantarse en Cuyo el Ejército de los Andes, el 8 de junio de 1815 contribuyó personalmente a su equipamiento con dinero y joyas: 6 pesos en metálico y "unas cadenas de oro y una cadena de los mismo con peso de tres onzas nueve adarmes" (valuada en poco más de 39 pesos).
En 1817 trabó relación con el capitán Mariano Mendizabal, agregado al Batallón N° 1 Cazadores de los Andes. Su familia se había opuesto al noviazgo y el matrimonio se concretó al hacerse evidente que estaba embarazada.  
El 28 de abril de 1817 casó con Mendizabal y poco después dio a luz a una niña. 
José Ignacio de la Roza, en tanto administrador de la inmensa fortuna familiar tras el fallecimiento de su padre, había comprometió seriamente los bienes familiares en apoyo de la causa patriota. Mendizabal, en nombre de su mujer, objetó judicialmente el accionar de José Ignacio, dando comienzo a un pleito que agravó el clima de discordia.
En 1818 de la Roza se presentó a la reelección pero la oposición era creciente, especialmente en el sector conservador de la ciudad. Incluso la poderosa familia de su mujer, los de Oro, se oponían al teniente gobernador que había deportado a Chile al exdiputado ante el Congreso de Tucumán, fray Justo Santa María de Oro y a la provincia de San Luis a su hermano el presbítero José de Oro.
El 9 de enero de 1820 Mendizabal acaudilló la sublevación del Batallón N° 1 Cazadores de los Andes que depuso, encarceló y condenó a muerte a su hermano José Ignacio de la Roza.
El escritor Damián Hudson relata que "De bellas prendas morales con talento y fina educación desechó sin embargo otros partidos ventajosos. La fatalidad la arrastraba a llevar unida a ese hombre grosero, habitualmente ebrio, isarcible y licencioso, una vida de sufrimiento y de continua zozobra, hasta qpor su propia vida. Llevóle ella una dote de no poco valor, herencia de su padre, uno de los más acaudalados vecinos de San Juan".
Tras ser liberado su hermano en los primeros días de marzo gracias a la intervención de su amigo Francisco Narciso Laprida y de su hermana Félix de la Roza y fracasado el movimiento, su esposo fue conducido ante el general José de San Martín y fusilado por la espalda el 30 de enero de 1822 en la Plaza Mayor de Lima.